# ریچل گریفیتس
ریچل اَن گریفیتس (انگلیسی: Rachel Anne Griffiths؛ زاده ۱۸ دسامبر ۱۹۶۸) یک هنرپیشه اهل استرالیا است. وی از سال ۱۹۹۲ میلادی تاکنون مشغول فعالیت بوده‌است.
از فیلم‌ها یا برنامه‌های تلویزیونی که وی در آن نقش داشته‌است، می‌توان به مهلت گالیپولی، پاتریک، شش فوت زیر زمین، جود، کوکائین، عروسی بهترین دوست من، عروسی موریل، کلمه سخت، کوسی، ایمی، کیت زیبا، مو خشک‌کن و پسر متعصب من اشاره کرد.